# Comtat d'Arlington
El comtat d'Arlington és un comtat urbà situat en la Mancomunitat de Virgínia, als Estats Units, separat de Washington DC pel riu Potomac. Originalment, part del Districte de Columbia, el terreny ara ocupat pel comtat, va ser retornat a Virginia el 9 de juliol de 1846 a través d'una llei del Congrés que va prendre efecte el 1847.
L'1 de gener de 2006, tenia una població estimada de 200.226 habitants. Estrictament parlant, no és adequat referir-se a la ciutat d'Arlington. Totes les ciutats de l'estat són independents dels comtats, encara que aquestes podrien ser incorporades als comtats. No obstant això, Arlington no s'ha incorporat perquè les lleis de Virginia prevenen de la creació d'una nova municipalitat dins d'un comtat que tingui una població superior als 1.000 habitants per milla quadrada.

## Ciutats agermanades
- Coyoacán, Mèxic
- Aquisgrà, Alemanya
- Reims, França